# Fintice
Fintice (bis 1927 slowakisch „Finčice“; deutsch Finzitze, ungarisch Finta) ist eine Gemeinde im Osten der Slowakei mit 2550 Einwohnern (Stand 31. Dezember 2024), die zum Okres Prešov, einem Kreis des Prešovský kraj gehört.

## Geographie

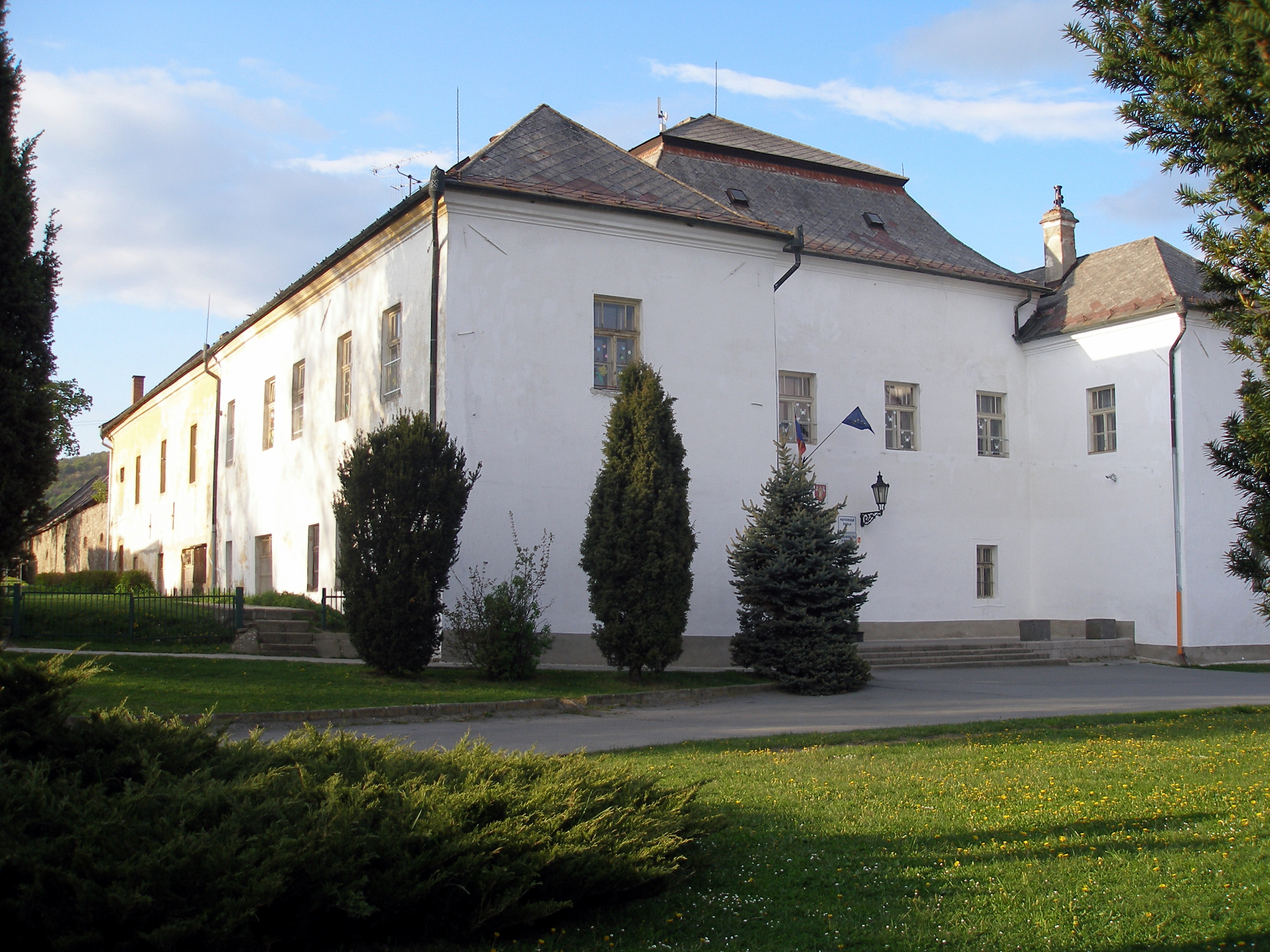
Gebäude im Ort

Die Gemeinde befindet sich am nordöstlichen Ende des Berglands Šarišská vrchovina am rechten Ufer des Flusses Sekčov. Nach Süden erstreckt sich der Becken Košická kotlina, während nach Norden liegt der Pass Fintické sedlo sowie der „Hausberg“ Veľká Stráž (740 m n.m.). Das Ortszentrum liegt auf einer Höhe von 280 m n.m. und ist acht Kilometer nördlich von Prešov gelegen.

## Geschichte

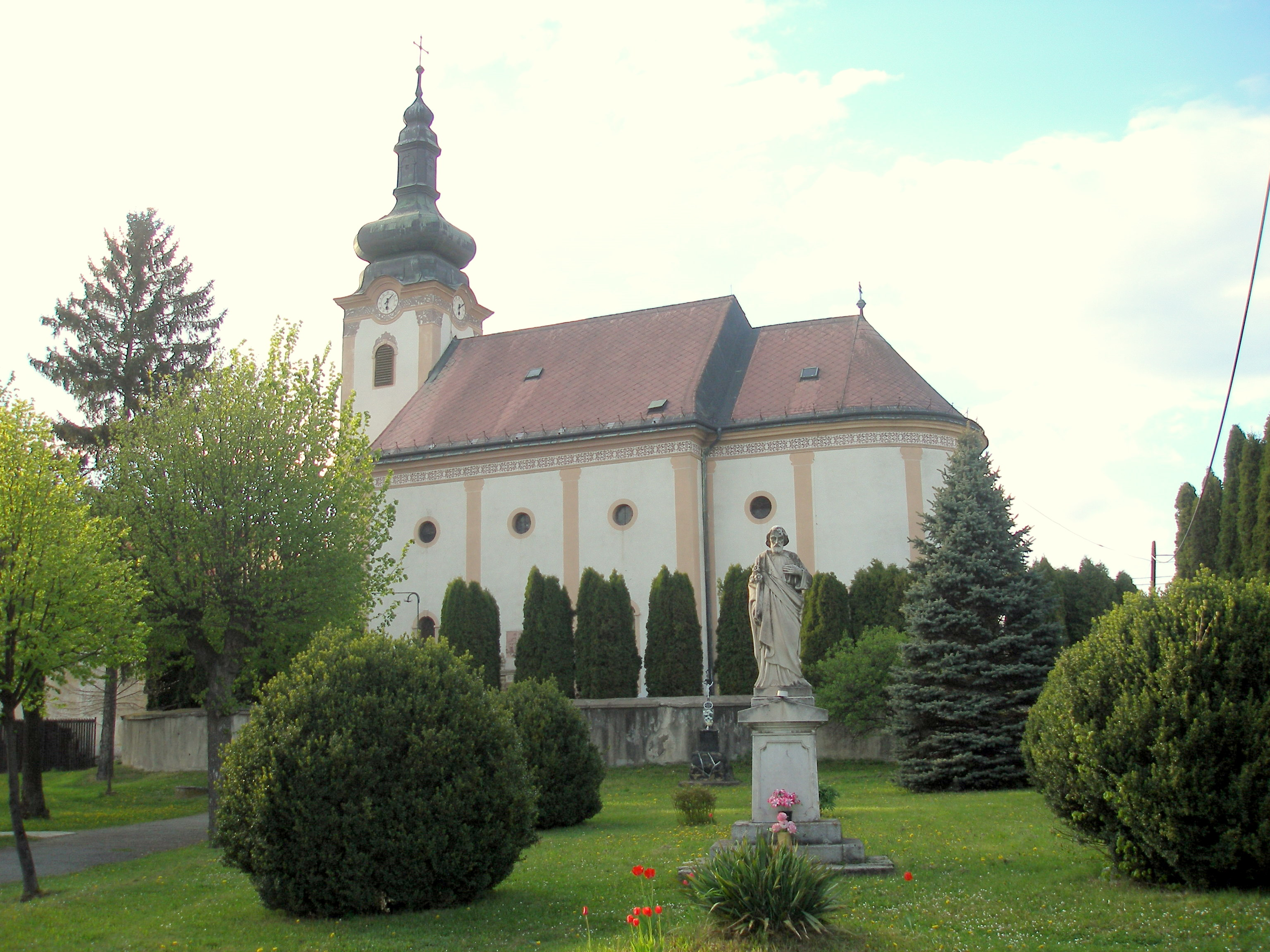
Kirche von Fintice

Fintice wurde zum ersten Mal 1272 schriftlich erwähnt und gehörte am Anfang zu einem Adligen von Slawonien. Im 16. Jahrhundert kam der Ort zum Besitz des Geschlechts Darholc. Im 18. Jahrhundert gab es eine Brennerei sowie einen Kalkofen, im 19. Jahrhundert stattdessen eine Lederfabrik und Steinbruch. 1828 sind 112 Häuser und 833 Einwohner verzeichnet. 

## Bevölkerung
| Jahr:                | 1994. | 2004.    | 2014.    | 2024.    |
| -------------------- | ----- | -------- | -------- | -------- |
| Anzahl der Personen: | 1455  | 1676     | 1942     | 2550     |
| Unterschied:         |       | +15,18 % | +15,87 % | +31,30 % |

| Jahr:                | 2023. | 2024.   |
| -------------------- | ----- | ------- |
| Anzahl der Personen: | 2445  | 2550    |
| Unterschied:         |       | +4,29 % |

Ergebnisse der Volkszählung 2001 (1615 Einwohner):
| Nach Ethnie: - 99,01 % Slowaken - 0,80 % Tschechen - 0,19 % Ukrainer | Nach Religion: - 96,22 % römisch-katholisch - 1,98 % griechisch-katholisch - 1,18 % konfessionslos - 0,37 % evangelisch |

## Bauwerke
- römisch-katholische Kirche aus der Hälfte des 18. Jahrhunderts
- Landschloss aus dem Anfang des 17. Jahrhunderts, im 18. Jahrhundert umgebaut